# Cristiano Óscar de Hanôver
Cristiano Óscar de Hanôver (em alemão:  Christian Oskar Ernst August Wilhelm Viktor Georg Heinrich; Gmunden, 1 de setembro de 1919 – Lausana, 10 de dezembro de 1981) foi o quarto filho de Ernesto Augusto, Duque de Brunsvique e sua esposa a princesa Vitória Luísa da Prússia, única filha do imperador Guilherme II da Alemanha e Augusta Vitória de Schleswig-Holstein.

## Vida
Durante a Segunda Guerra Mundial, ele serviu na Luftwaffe.
Em 1960, Cristiano Óscar de Hanôver, como chefe da Duke of Cumberland Foundation, tornou-se gerente de consultoria da Durisol, fabricante austríaca de fibras de madeira aglomeradas com cimento.

## Casamento e filhos
Cristiano casou-se sem testemunhas com Mireille Dutry, filha do industrial belga Armand Dutry e Tinou Soinne e, amiga de infância de Diane von Fürstenberg, em 23 de Novembro de 1963, em Salzburgo, Áustria em uma cerimônia civil. Eles se casaram novamente dois dias depois, em uma cerimônia religiosa em Bruxelas, na Bélgica. Cristiano e Mireille Dutry se divorciaram em 1976. O casal teve duas filhas:
1. Princesa Carolina Luísa Mirela Irene Sofia de Hanôver (nascida em 3 de maio de 1965), casada com Bryan Samuel Goswick desde 2014.
2. Princesa Mirela Vitória Luísa de Hanôver (nascida em 3 de junho de 1971).